# Phellopteron farri
Phellopteron farri är en tvåvingeart som beskrevs av Hull 1962. Phellopteron farri ingår i släktet Phellopteron och familjen rovflugor.
Artens utbredningsområde är Jamaica. Inga underarter finns listade i Catalogue of Life.